# Mogens Sørensen
Mogens Sørensen (22. januar 1930 - 15. januar 2006) var en dansk roer fra Rungsted.
Sørensen deltog, sammen med Elo Tostenæs, Børge Hansen og Tage Grøndahl, i både firer uden styrmand og firer med styrmand ved OL 1956 i Melbourne. Danskerne kom ind på sidstepladsen i det indledende heat i firer uden styrmand og var dermed ude af konkurrencen. I firer med styrmand kvalificerede danskerne sig til semifinalen efter en andenplads i det indledende heat, men røg herefter ud i semifinalen, hvor de sluttede på sidstepladsen. Styrmanden i den danske båd i denne konkurrence var John Wilhelmsen.